# Глизе 849
Глизе 849 (англ. Gliese 849) — одиночная звезда в созвездии Водолея на расстоянии приблизительно 29 световых лет (около 8,8 парсек) от Солнца. Видимая звёздная величина звезды — +10,365m. Возраст звезды оценивается как около 5 млрд лет.
Вокруг звезды обращается, как минимум, две планеты.

## Характеристики
Глизе 849 — красный карлик спектрального класса M3V, или M3,5V. Масса — около 0,454 солнечной, радиус — около 0,453 солнечного, светимость — около 0,0328 солнечной. Эффективная температура — около 3230 К.

## Планетная система

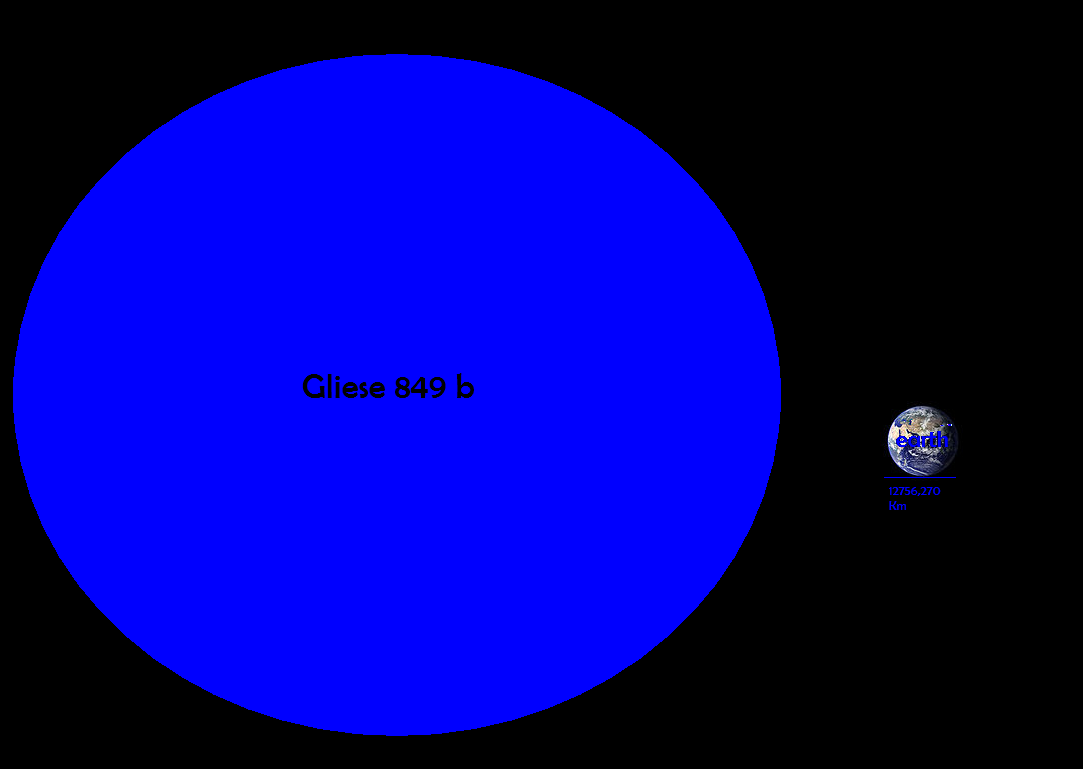
Сравнительные размеры Gliese 849 b и Земли.

В 2006 году астрономами было анонсировано открытие планеты Gliese 849 b в системе Глизе 849. Она представляет собой юпитероподобный объект с массой 0,82 массы Юпитера. Она обращается по относительно круговой орбите, совершая полный оборот приблизительно за 1890 суток (или 5,2 лет). Расстояние от неё до родительской звезды составляет около 2,35 а.е. Орбита планеты повёрнута почти ребром к земному наблюдателю.
В 2013 году командой астрономов было объявлено об открытии планеты BD-05 5715 c.
В 2019 году учёными, анализирующими данные проектов HIPPARCOS и Gaia, у звезды обнаружена планета HIP 109388 d.

## Ближайшее окружение звезды
Следующие звёздные системы находятся на расстоянии в пределах 10 св. лет от Глизе 849:
| Звезда     | Спектральный класс | Расстояние, св. лет |
| ---------- | ------------------ | ------------------- |
| Вольф 1561 | M4,5 Ve / M5 Ve    | 5,3                 |
| LP 701-29  | DZ9/VII            | 5,6                 |
| Вольф 922  | M4,5Ve / ?         | 5,7                 |
| BD+00°4810 | K8-M0,5 V          | 6,1                 |
| L 788-34   | M4,5 V             | 7,0                 |
| GJ 1265    | M V                | 8,2                 |
| LP 760-3   | M6,5 V             | 8,4                 |
| FK Водолея | M0-2-Ve /? / M4 Ve | 8,7                 |